# لودفيغ أدولف تيموثيوس ردلكوفر

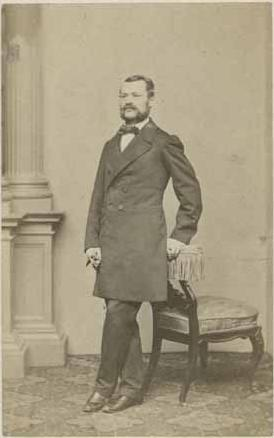
لودفيغ أدولف تيموثيوس ردلكوفر

لودفيغ أدولف تيموثيوس ردلكوفر (1829-1927) (بالإنجليزية: Ludwig Adolph Timotheus Radlkofer)‏ هو عالم نبات ألماني.